# Ryōgen

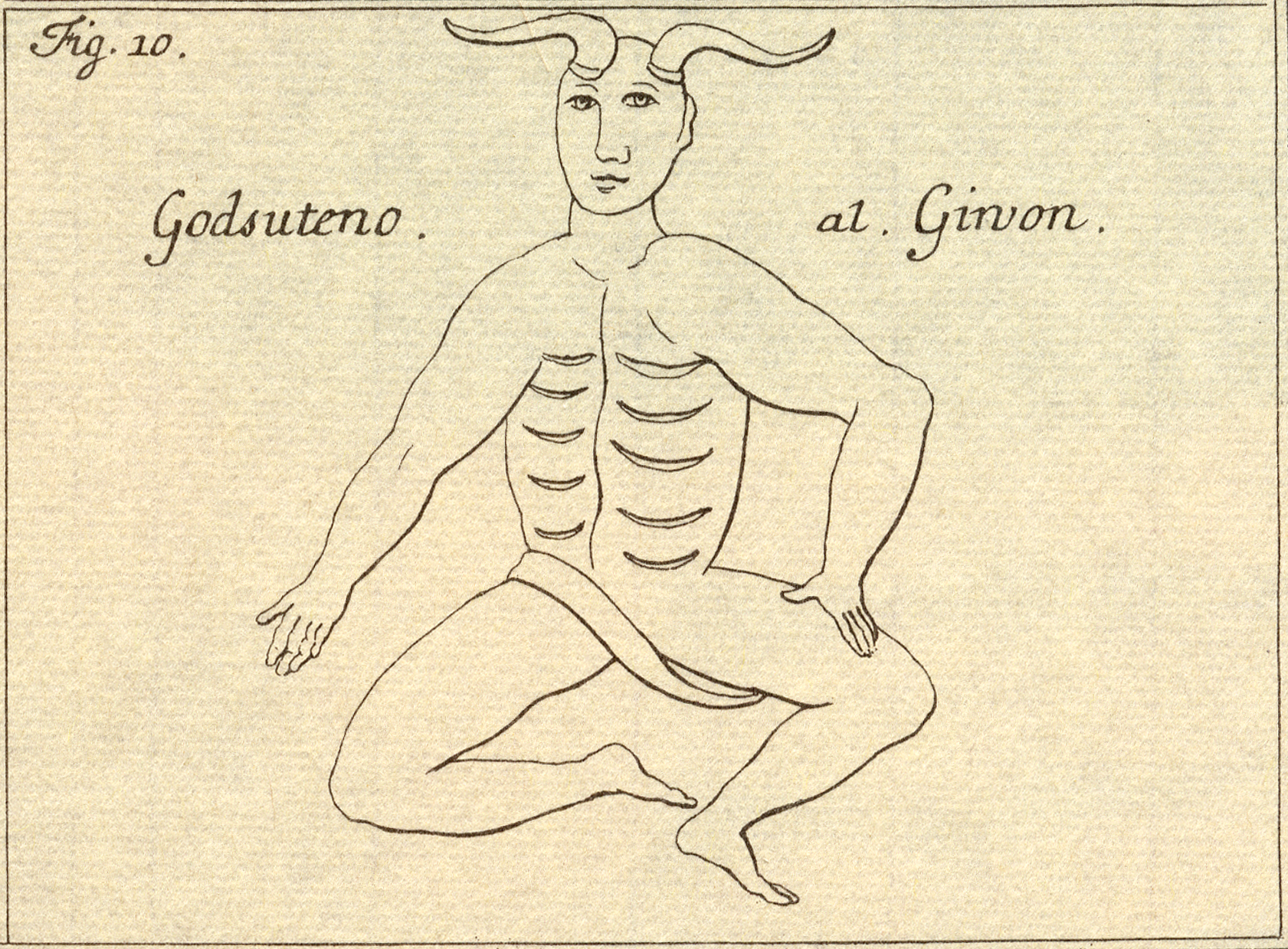
Tsuno Daishi dans « Histoire du Japon » (1727) d'Engelbert Kaempfer. Lors de ses deux voyages à Edo (aujourd'hui Tokyo) en 1691 et 1692, Kaempfer a vu ces amulettes sur les montants des portes de nombreuses maisons. Sa description est exacte mais il a utilisé par erreur le nom d'un autre roi du ciel bouddhiste à tête de taureau (Gozutennō).

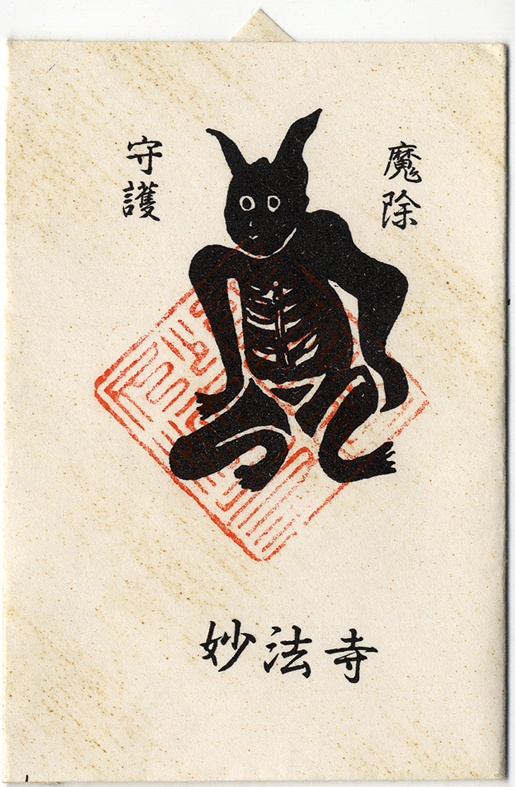
Amulette (Yakuyoke-e) avec Ryōgen en Tsuno Daishi. La feuille pliée contient un petit papier portant le signe sanskrit pour les « Sept maux » ainsi que quelques mots magiques.

Ryōgen 良源 (15 octobre 912, 26 janvier 985), moine de l'école japonaise Tendai, rénovateur et dix-huitième abbé du célèbre temple Enryaku-ji, est l'objet d'une vénération religieuse populaire depuis l'époque médiévale.

## Biographie
Ryōgen naît durant la douzième année de l'ère Engi (912) à Torahime, Azai-gun, province d'Ōmi, fils de la riche famille Kizu. Dans son enfance, il s'appelle Kannonmaru ou aussi Hiyoshimaru. À l'âge de douze ans il entre à l'école Tendai du mont Hiei d'où il peut voir aussi bien sa maison que Kyōto, la capitale impériale. Grâce à son intelligence et son talent rhétorique, il monte rapidement les rangs de la hiérarchie pour atteindre le grade de Naigubu (内供奉) puis Tendai shuza (天台座主, 966) jusqu'à la plus haute situation de Daisōjō (大僧正) en 981.
Le temple Enryaku, d'une particulière signification pour l'école, a perdu plusieurs bâtiments importants lors d'incendies en 935, 941 et 966. Avec le développement de l'école, la discipline des moines s'est relâchée. Grâce au soutien que Ryōgen s'est assuré auprès de puissantes figures de la cour de l'empereur Murakami, il parvient à faire réaliser une importante reconstruction du complexe du temple. Dans le même temps, il institue vingt-six règles disciplinaires, ce qui accélère le renouveau religieux et augmente le nombre des novices engagés.
Cette expansion de la puissance est au Xe siècle une question vitale parce que la lutte entre les temples et les écoles pour la nomination au titre de plus haut temple du pays est âprement disputée, et ce par tous les moyens. En 970, Ryōgen établit donc une espèce d'armée permanente pour défendre le temple Enryaku et servir ses intérêts dans ces conflits. Cette petite armée est probablement dans un premier temps essentiellement constituée de mercenaires parce que l'une de ses règles disciplinaires interdit aux moines de porter des armes. Par la suite, les moines portent aussi des armes, en particulier ceux qui appartiennent aux rangs inférieurs (堂衆, dōshū). Toute sa vie, Ryōgen connaît de considérables difficultés à contrôler cette militarisation qu'il a mise en place. Les moines-guerriers (sōhei) des grands temples exercent au cours du siècle suivant une grande influence sur le développement politique du Japon.
Parmi les écrits de Ryōgen, le traité sur les « Neuf façons d'atteindre la renaissance dans la Terre pure » (Gokuraku Jōdo kubon ōjō gi, 極楽浄土九品往生義) est le premier texte écrit par un moine de l'école Tendai sur la Terre pure. Ryōgen est aussi connu comme professeur de Genshin. Il meurt à l'âge de 73 ans et est enterré sur le mont Hiei.
La cour lui décerne à titre posthume le titre Jie daishi (慈恵大師, c'est-à-dire approximativement « Grand Maître de la Miséricorde et de la Sagesse ». Le nom Ganzan daishi (元三大師) vient de la date de sa mort, survenue le troisième jour du premier mois lunaire de l'ère Eikan (永観3年1⽉3⽇) et signifie donc « Grand Maître du troisième jour du premier mois ». 
Dans le 3e chapitre du Kojidan, Jie Daishi apparaît à un moine bouddhiste sous la forme d'un dragon capable de dispenser la pluie.

## Ryōgen comme protecteur
La dévotion déjà considérable que connaît Ryōgen de son vivant prend après sa mort une tonalité de plus en plus religieuse. Depuis l'époque médiévale, on lui attribue sous divers noms des pouvoirs tels que de tenir le malheur loin de la maison et de la famille et il est compté parmi les « grands maîtres et protecteur contre les malheurs » (Yakuyoke Daishi, 厄除け大師). Deux formes en particulier sont courantes :
Grand Maître avec des cornes (Tsuno Daishi, 角大師) : Selon la légende, Ryōgen a une fois pris la forme d'un diable pour conjurer l'attaque d'une divinité-épidémie. Encore aujourd'hui, les temples de l'école Tendai disposent d'amulettes en papier portant l'image de Ryōgen sous la forme d'un diable que l'on peut coller sur la porte pour conjurer les maux. 
Grand Maître haricot (Mame Daishi, 豆大師) : Par ailleurs, selon la représentation constructive du sūtra du Lotus, Ryōgen est une des trente-trois formes d'apparition qu'endosse la déesse Kannon pour aider les gens. Sur ces images-amulettes sont reproduites trente-trois petites images de Ryōgen de la taille et de la forme d'un haricot, d'après laquelle l'utilisation de ce caractère est fondée (mame, 豆). Ce signe pour le haricot remplace un caractère homophone mame (魔滅), signifiant l'éradication du diable, des démons, du Mal. Ce développement est vraisemblablement survenu à l'époque de Muromachi, durant laquelle la coutume s'est répandue à l'occasion du changement de saison (setsubun), d'expulser le Mal sous la forme d'un diable en le bombardant avec des haricots.